# Sympiesis fucosa
Sympiesis fucosa är en stekelart som först beskrevs av Girault 1915.  Sympiesis fucosa ingår i släktet Sympiesis och familjen finglanssteklar. Inga underarter finns listade i Catalogue of Life.